# Préfecture de Tchaoudjo
Tchaoudjo est une préfecture située dans la région Centrale du Togo. Chef-lieu de la région. Sa capitale est Sokodé.

## Population
En 2022, lors du recensement de la population au Togo, elle est estimée à 240 360 d'habitants en majorité des Tem.